# Cryptobranchoidea
Cryptobranchoidea là một phân bộ của bộ có đuôi được tìm thấy ở Hoa Kỳ, Trung Quốc, Đài Loan và Nhật Bản. Chúng được biết đến như kỳ nhông nguyên thủy, trái ngược với Salamandroidea, hay kỳ nhông cấp cao.

## Phân loại
Phân bộ này hiện nay chỉ chứa hai họ. Các họ khác đã bị tuyệt chủng trong quá khứ và chỉ được biết đến như hóa thạch.
- Cryptobranchidae
- Hynobiidae